# Ettore Simonetti

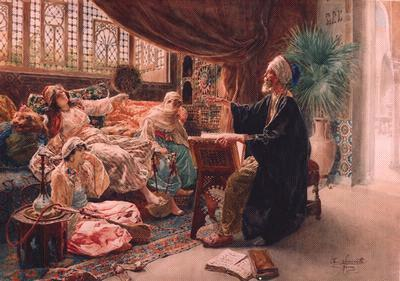
Lettura nell'harem

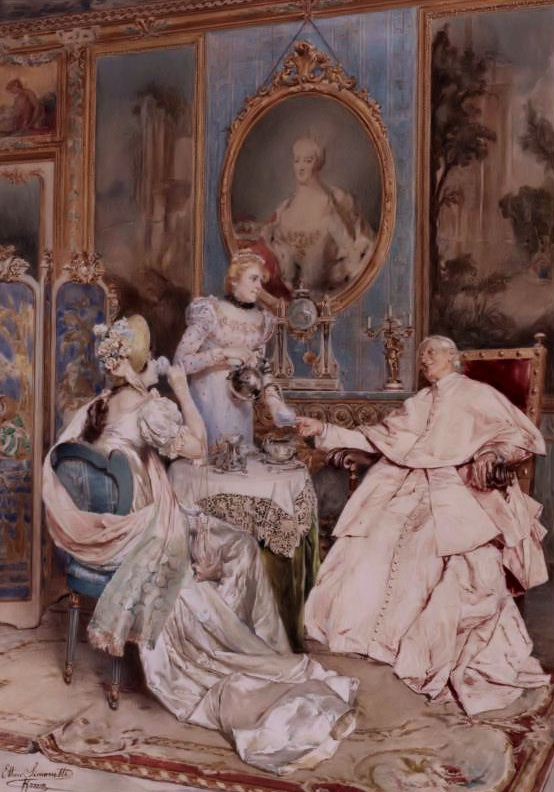
Tè pomeridiano

Ettore Simonetti (Roma, 1857 – Roma, 1909) è stato un pittore e acquarellista italiano.

## Biografia
Ettore Simonetti era figlio di Francesco, orafo, cesellatore e argentiere, e di Carolina Raffaelli, che discendeva da una famiglia di mosaicisti che avevano avuto la loro bottega a Roma. Un suo avo, Giacomo Raffaelli, con l'aiuto di Cesare Aguatti, intorno al 1775 aveva ideato il mosaico a microtessere. Il fratello maggiore era il pittore e antiquario Attilio Simonetti.
Ettore faceva parte di un gruppo di artisti che si dilettavano a dipingere all'acquarello: tra questi Enrico Tarenghi (1848-1938), Giuseppe Aureli (1858-1929) padre del pittore Raniero e Giulio Rosati (1858-1917). Non erano mai stati in Oriente e dipingevano sulla scorta di fotografie e di illustrazioni, sulle descrizioni dei viaggiatori. Nel 1869 Ettore frequentava i corsi di geometria all'Accademia di San Luca e vinse un premio per la prospettiva.
Fu influenzato dal fratello maggiore Attilio che nel 1875 era stato tra i fondatori dell'Associazione degli Acquarellisti romani. Gran organizzatore di carnevali romani in costumi antichi originali, Attilio, al seguito di Mariano Fortuny, raccoglieva in grande quantità tappeti, abiti, stoffe damascate, sete, pantofole, oggetti in ottone, in ceramica e in rame, tutti originali e provenienti dal vicino Oriente. Ettore con questi autentici accessori ricostruiva la scena per le sue pitture orientaleggianti e poi dipingeva i colorati bazar, le seducenti e rosate penombre dell'harem, i mercanti di tappeti. Le sue odalische erano dolcissime, ammiccanti, seducenti, mai leziose.
Si appassionò anche alla moda del Settecentismo e ad acquarello ricostruì ricchi interni, con personaggi vestiti in costumi d'epoca: erano moschettieri, marchesi e conti, erano cardinali nelle loro porpore opulente. Il suo artista di riferimento era Pietro Longhi.
Nel 1882 Ettore Simonetti espose all'associazione Artistica Internazionale, alla Società degli Amatori e Cultori di belle Arti nel 1899 e alla Società degli acquarellisti nel 1900.
Suo nipote Amedeo Simonetti (1874-1922), figlio di Michelangelo, da lui apprese i primi elementi dell'arte del disegno e anche il gusto per l'orientalismo.
Ettore Simonetti insegnò alla Scuola libera del Nudo dell'Accademia di Belle Arti di Roma.